# Jean Antoine Zinnen

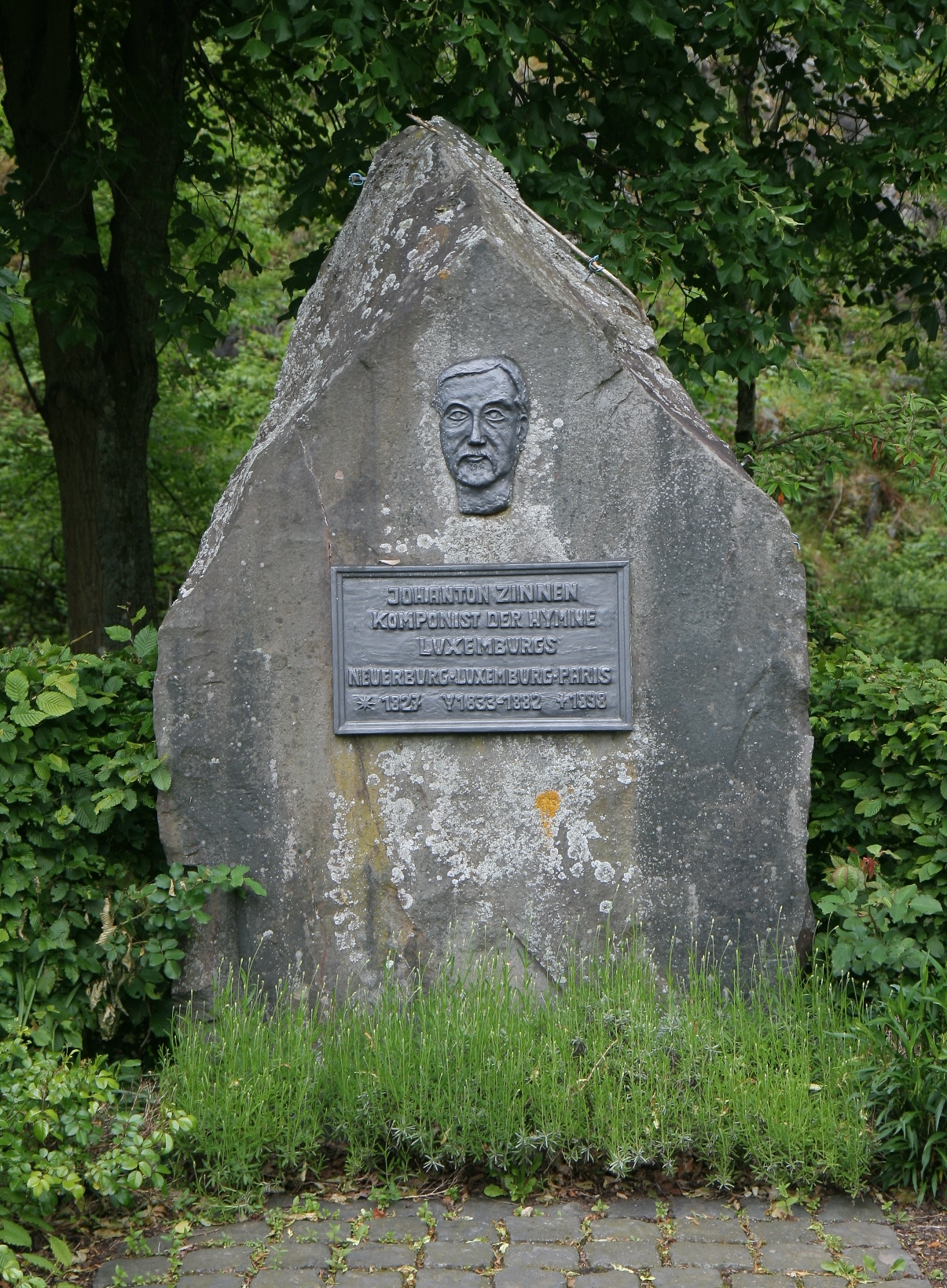
Busto de Jean-Antoine Zinnen em Limperstaberg, Luxemburgo.

Jean Antoine Zinnen ( Neuerburg, 25 de Abril de  1827 - Neuilly-sur-Seine, 16 de Maio de 1898)  foi o compositor luxemburguês, mais conhecido pelo hino nacional do Luxemburgo, Ons Hémecht.
Carreira
Zinnen nasceu em Neuerburg, na Renância da Prússia, perto da fronteira com Luxemburgo. Quando ele tinha seis anos, sua família mudou-se para Luxemburgo. Depois de servir como músico no exército, naturalizou-se cidadão luxemburguês em 1849. Em 1851, tornou-se o primeiro diretor da sociedade coral Sangerbond de Diekirch. Em 1852, foi nomeado diretor de música da cidade de Luxemburgo e, logo depois, diretor do conservatório da cidade. Em 1863, foi nomeado diretor do recém-fundado Allgemeiner Luxemburguer Musikverein (ALM) que, em 1947, foi renomeado Union Grand-Duc Aldophe, a organização guarda-chuva nacional para sociedades de música, bandas, corais e orquestras.
Ons Hemécht
No ano seguinte, na primeira celebração do ALM em Ettlebrück, Ons Hemecht foi cantado por um coro. Michel Lentz, o poeta nacional que era membro do comitê central da ALM, havia escrito as palavras, desejando transmitir um poderoso sentimento de patriotismo. Zinnen transformou o poema em música, transformando-o depois em um hino solene. Em 25 de Julho de 1865, por ocasião de um festival de música de Vianden, Ons Hemecht foi apresentado pela primeira vez com acompanhamento instrumental. Ons Hémecht foi adotado como hino nacional em 1895.
Jean-Antoine Zinnen morreu em Neuilly-sur-Seine, na França, aos 71 anos, e foi enterrado em Limperstaberg, na cidade de Luxemburgo. Dois anos depois de sua morte, foi construído um monumento no adro em que está sepultado, pago por doações particulares